# ابق مورمونيا
ابق مورمونيًا هي مدونة تعاونية تتضمن نقاشات وتعليقات حول قضايا المورمون ومعتقداتهم وثقافتهم وفكرهم والأحداث الجارية. أنشأها بريان جونستون، وجون ديهلين، سابقًا من مؤسسة صنستون التعليمية.
تركز المدونة بشكل أساسي على القضايا التي تهم المورمون الذين يعانون من عدم الرضا أو أزمات إيمانية. يمكن للمساهمين الأفراد مشاركة تجاربهم الخاصة لتوفير مجموعة دعم غير رسمية.